# David Diop (prozaik)
David Diop (ur. 1966 w Paryżu) – francuski prozaik i wykładowca akademicki, laureat The Man Booker International Prize.

## Życiorys
Urodził się w 1966 roku w Paryżu, w rodzinie Francuzki i Senegalczyka. Wychował się w Dakarze. Do Paryża powrócił na studia, doktoryzując się na Sorbonie na podstawie pracy dotyczącej XVIII-wiecznej literatury francuskiej. W 1998 roku został wykładowcą Université de Pau et des pays de l'Adour, gdzie prowadził zajęcia dotyczące tematyki jego doktoratu oraz frankofońskiej literatury afrykańskiej. Habilitował się w 2014 roku. Jego głównym obszarem zainteresowań są XVIII-wieczne przedstawienia Afryki, ze szczególnym uwzględnieniem opisów autorstwa europejskich podróżników.
Diop zadebiutował w 2012 roku powieścią 1889, lʼattraction universelle, która opisuje senegalską delegację na paryskiej wystawie światowej w 1889 roku. Inspiracją dla autora były historyczne opisy XIX-wiecznych ludzkich zoo i „pokazów” czarnoskórych osób w Europie.
Jego druga powieść, Frère d’âme, ukazała się w 2018 roku. Diop uznał ją za swój faktyczny debiut powieściowy. Bohaterami antywojennego dzieła jest dwóch senegalskich żołnierzy walczących w szeregach armii francuskiej podczas I wojny światowej. Gdy jeden z nich zostaje śmiertelnie ranny na oczach przyjaciela, ten popada w szaleńczy, morderczy szał. Jego powrót na tyły wojska inicjuje ciąg wspomnień na temat bezpowrotnie utraconej przeszłości Afryki i końca pewnego świata. Za kanwę powieści posłużyła historia tirailleurs sénégalais, czyli strzelców senegalskich – żołnierzy pochodzących z różnych regionów Afryki, którzy służyli w armii francuskiej podczas I wojny światowej. Z ponad 135 tys. żołnierzy uczestniczących w walkach na terenie Europy co najmniej 30 tys. zginęło. Diop zainspirował się historią swego senegalskiego pradziadka, który uczestniczył w Wielkiej Wojnie, lecz zawsze milczał na temat doświadczeń wojennych. Powieść została nagrodzona Prix Goncourt des lycéens oraz zyskała nominację do Nagrody Goncourtów, Nagrody Renauldot, Prix Femina oraz Prix Médicis. W 2021 roku angielski przekład autorstwa Anny Moschovakis o tytule At Night All Blood Is Black został wyróżniony nagrodą The Man Booker International Prize. Diop został pierwszym francuskim laureatem nagrody oraz pierwszym laureatem o afrykańskich korzeniach.
Mieszka w Pau.

## Twórczość
- 2012: 1889, lʼattraction universelle[3]
- 2018: Frère d’âme[3], wyd. pol.: Bratnia dusza. Jacek Giszczak (tłum.). Wydawnictwo Cyranka, 2021. ISBN 978-83-961473-4-9. Brak numerów stron w książce
- 2021: La Porte du voyage sans retour[5]